# Балыкча
Балыкча́ (южноалт. Балыкчы) — село в Улаганском районе Республики Алтай России. Административный центр Челушманского сельского поселения.

## География
Расположено на реке Чулышман, в 8—10 (по разным оценкам) километрах от Телецкого озера. Расстояние до районного центра Улаган около 120 километров.

## Климат
В климатическом отношении Балыкча является одним из самых благоприятных мест Алтая и Западной Сибири. Среднегодовая температура здесь превышает +7,0 °C, , что примерно соответствует среднегодовой температуре лесостепной полосы Русской равнины между городами Харьков и Саратов. Переход средней суточной температуры воздуха через 0° в Балыкче наступает весной 25 марта, а осенью — 2 ноября. Ввиду частых тёплых фёнов (местное название — «верховка»), дующих вниз по долине Чулышмана, годовая амплитуда колебаний температуры воздуха в Балыкче относительно невелика (66 градусов Цельсия), что идентично годовой амплитуде в приморской Керчи, что свидетельствует о невысоком (для Сибири) уровне континентальности климата. Как и в Керчи, среднегодовое количество осадков в Балыкче невелико: лишь около 400 мм в год. Большую часть года здесь преобладает сухая, солнечная и относительно тёплая погода, которая особенно благоприятна для садоводства и виноградарства. Средняя температура января: −8,1 °C, июля: +18,1 °C. Среднегодовое количество осадков невелико — порядка 500 мм. Из-за частых фёнов, дующих до 150 дней в году, снега здесь мало и он быстро тает. Успешно акклиматизированы абрикосы, виноград, яблони, груши и прочие садовые культуры юга европейской России.

## Инфраструктура
Работает мобильная связь «МТС». Действует православный храм во имя Благовещения Пресвятой Богородицы, построенный в память о закрытом в Гражданскую войну Чулышманском Благовещенском монастыре.
| 2010 | 2011 | 2012 | 2013 | 2014 | 2015 | 2016 |
| ---- | ---- | ---- | ---- | ---- | ---- | ---- |
| 795  | ↗796 | ↘782 | ↗792 | ↗803 | ↗849 | ↗863 |